# If I Follow My Heart
Albums de Dennis Brown
No Man Is An Island
(1970) Super Reggae & Soul Hits
(1972)
If I Follow My Heart est un album compilant douze titres parmi la trentaine de morceaux enregistrés par Dennis Brown au Studio One pour Clement "Coxsone" Dodd entre 1969 et 1970.
Le chanteur y reprend des tubes d'Osvaldo Farrés (Quizás, Quizás, Quizás), d'Adam Wade (Rain From The Skies), des Slickers (Johnny Too Bad), d'Alton Ellis (If I Follow My Heart), des Melodians (Rivers of Babylon), de Perry Como (Somos Novios), de Bread (Make It With You), de Bob Andy (Impossible), d'Edison Lighthouse (Love Grows), de Bobby Russell (Little Green Apples) et de Hopeton Lewis (Grooving Out On Life). Il n'y interprète qu'une seule de ses compositions.
Le disque est réédité par Studio One en 1975.

## Titres
Face A
1. Perhaps (Osvaldo Farrés) - 2:50
2. Rain From The Skies (Burt Bacharach, Hal David) - 2:32
3. Johnny Too Bad (Roy Beckford, Trevor Wilson) - 3:09
4. If I Follow My Heart (Alton Ellis) - 3:33
5. There Must Be A Fight (Dennis Brown) - 2:53
6. Rivers of Babylon (Brent Dowe, Trevor McNaughton) - 3:39

Face B
1. It's Impossible (Armando Manzanero, Sid Wayne) - 3:16
2. Make It With You (David Gates) - 3:05
3. Impossible (Keith Anderson) - 3:14
4. Love Grows (Tony Macaulay, Barry Mason) - 2:46
5. Little Green Apples (Bobby Russell) - 3:38
6. Grooving Out On Life (Hopeton Lewis) - 3:14

### Réédition CD
1. Perhaps - 2:50
2. Rain From The Skies - 2:32
3. Johnny Too Bad - 3:09
4. If I Follow My Heart - 3:33
5. There Must Be A Fight - 2:53
6. Rivers Of Babylon - 3:39
7. It's Impossible - 3:16
8. Make It With You - 3:05
9. Impossible - 3:14
10. Love Grows - 2:46
11. Little Green Apples - 3:38
12. Grooving Out On Life - 3:14
13. Hooligan (piste cachée) - 2:31

## Musiciens
- Sound Dimension